# Полет 3 на „Трансконтинентал енд Уестърн Еър“
Полет 3 на „Трансконтинентал енд Уестърн Еър“ е редовен вътрешен пътнически полет от Ню Йорк, Ню Йорк, до Бърбанк, Калифорния, с планирани междинни кацания в Индианаполис (Индиана), Сейнт Луис (Мисури), Албакърки (Ню Мексико) и Лас Вегас (Невада), Съединените американски щати, управляван от „Трансконтинентал енд Уестърн Еър“. На 16 януари 1942 г. самолетът „Дъглас DC-3“, който изпълнява полета, се разбива след излитане от Лас Вегас в отвесна скала на планината Потоси, на 51 км югозападно от летището и на височина от 2370 м над морското равнище. Всички 22 души на борда загиват, включително филмовата звезда Карол Ломбард и 15 войници от американската армия.
Разследването на Съвета по гражданска аеронавтика установява, че вероятната причина за инцидента е невъзможността на капитана след отпътуване от Лас Вегас да следва правилния курс, като използва наличните навигационни средства. В окончателния доклад пише, че е използван грешен компас, а освен това повечето маяци в близост до инцидента са изключени (затъмнени) поради военното извънредно положение по това време в страната. Също така пилотът не спазва директивата на авиокомпанията, която го задължава да ограничава полетните движения на самолета до действителните сигнали по курса.
В книгата от 2013 г. „Моите обяди с Орсън“ Орсън Уелс казва, че агент по сигурността му дава информация, че самолетът е свален от нацистки агенти, които знаят маршрута предварително, и твърди, че новината за стрелбата е премълчана, за да се предотвратят действия срещу американци от германски произход. Нито едно от твърденията обаче не е потвърдено.